# Otophidium chickcharney
Otophidium chickcharney is een straalvinnige vissensoort uit de familie van naaldvissen (Ophidiidae). De wetenschappelijke naam van de soort is voor het eerst geldig gepubliceerd in 1959 door Böhlke & Robins.